# Samsung Galaxy Xcover
Il Samsung Galaxy Xcover (codice modello: S-5690, noto anche come Galaxy Xtreme) è uno smartphone Android di fascia bassa prodotto da Samsung, primo modello della serie di dispositivi rugged (ossia con una particolare resistenza ad acqua, polvere, urti e cadute) Galaxy Xcover.

## Caratteristiche tecniche

### Hardware
Il Galaxy Xcover è uno smartphone con form factor di tipo slate, misura 121.5 x 65.9 x 12 millimetri e pesa 100 grammi.
Il dispositivo è dotato di connettività GSM, HSPA, di Wi-Fi 802.11 b/g/n con possibilità di fare da hotspot, di Bluetooth 3.0 con A2DP ed EDR, di GPS con A-GPS e di radio FM RDS. Ha una porta microUSB 2.0 ed un ingresso per jack audio da 3.5 mm, entrambi accessibili solo aprendo manualmente uno sportellino in plastica.
Il Galaxy Xcover è dotato di schermo touchscreen capacitivo da 3.65 pollici di diagonale, con aspect ratio 3:2 e risoluzione HVGA 320 x 480 pixel (densità di 158 pixel per pollice). La scocca è in plastica. La batteria agli ioni di litio da 1500 mAh è removibile dall'utente.
Il chipset è un Marvell MG2, con CPU single core a 800 MHz. La memoria interna è di 0,5 GB (512 MB, di cui 150 utilizzabili), anche la RAM è di 0,5 GB (512 MB).
La fotocamera posteriore ha un sensore da 3,15 megapixel, dotato di autofocus e flash LED, in grado di registrare al massimo video in 480p, mentre non è presente una fotocamera anteriore.
Il dispositivo rispetta lo standard IP67, dunque è totalmente protetto dall'ingresso di polvere ed ha una resistenza all'acqua fino a 30 minuti di immersione ad un metro di profondità.

### Software
Il sistema operativo è Android, in versione 2.3.4 Gingerbread.
Ha l'interfaccia utente TouchWiz.